# Clavulinopsis subarctica
Clavulinopsis subarctica är en svampart som först beskrevs av Albert Pilát, och fick sitt nu gällande namn av Jülich 1985. Clavulinopsis subarctica ingår i släktet Clavulinopsis och familjen fingersvampar.   Inga underarter finns listade i Catalogue of Life.
I den svenska databasen Dyntaxa används istället namnet Ramariopsis subarctica för samma taxon.  Arten är reproducerande i Sverige.